# Johannes Jacobus Rau

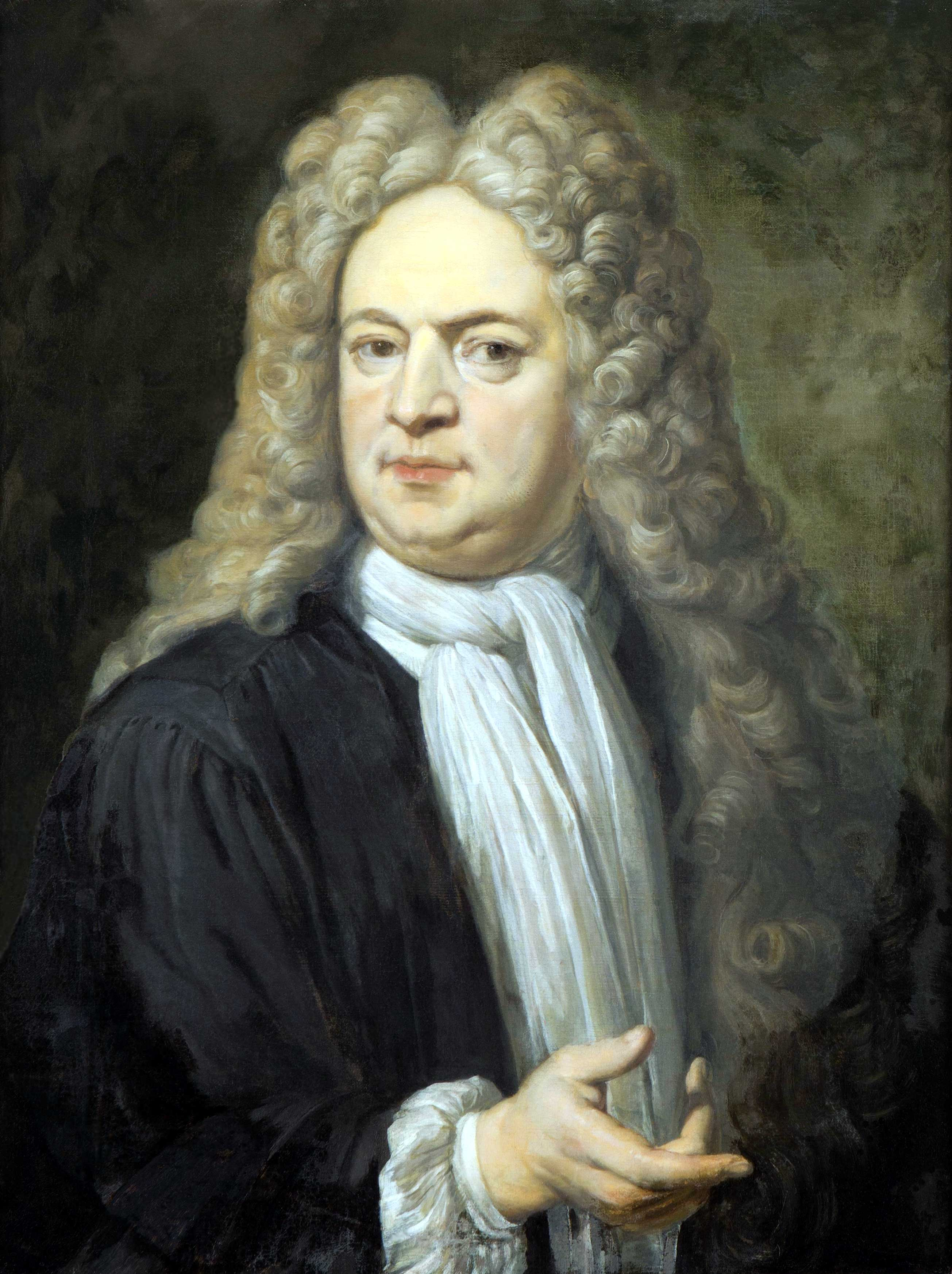
Johannes Jacobus Rau

Johannes Jacobus Rau, latinisiert aus Johann Jakob Rau, auch: Joannes Jakob Rouw und Jean Jacques Ravius; (* 1668 in Baden-Baden; † 18. September 1719 in Leiden) war ein deutscher Mediziner, Steinschneider und Chirurg.

## Leben
Der Sohn des Weinhändlers Johann Rau und dessen Frau Magdalena Müller, wurde mit vierzehn Jahren als Chirurg in Straßburg ausgebildet. Dort blieb er drei Jahre. Nach einer Reise durch Deutschland kam er über Hamburg nach Bergen in Norwegen zum Chirurgen Trauen (Frauen, Fraven). Bald verließ er das Land und begab sich nach Amsterdam, wo er als Arzt auf einigen Kriegsschiffen unter Graf von Bentheim und dem Vizeadmiral Schey wirkte. Auf einer Reise nach England begleitete er dabei unter anderem den Prinzen Wilhelm von Oranien. Nach seiner Rückkehr widmete er sich in Leiden und Paris Studien zur Medizin und Chirurgie.
In Paris besuchte er Vorlesungen von Joseph-Guichard Du Verney, Jean Méry (1645–1722) und Jean-Louis Petit. In Leiden schrieb er sich am 23. März 1694 in die Matrikel der Hochschule ein. Am 11. Mai desselben Jahres verteidigte er unter Charles Drelincourt d. J. die Abhandlung de ortu et regeneratione dentium und wurde zum Doktor der Medizin promoviert. Danach wirkte er als Arzt in Amsterdam, wo er sich am Unterricht der Anatomie und Medizin beteiligte und Operationen am Stadtkrankenhaus, sowie 1696, nach dem Weggang von Jacques de Beaulieu (auch: Frere Jaques, 1651–1714), am Theatrum anatomicum durchführte. Ein von Rau in Amsterdam abgehaltenes Collegium Anatomico-Chirurgicum wurde auch von dem Chirurgen Lorenz Heister besucht.
In Amsterdam arbeitete er mit Frederik Ruysch zusammen und erwarb sich einen ausgezeichneten Ruf als Experte für Steinleiden, dessen Operationsmethode des Seitensteinschnitts er weiterentwickelte. Dies bewog die Kuratoren der Universität Leiden, Rau am 25. November 1705 eine Lektorenstelle für seine Anatomischen Demonstrationen anzubieten. Am 31. Juli 1713 wurde er zum Professor der Medizin mit dem Fachgebiet der Chirurgie und Anatomie berufen und trat das Amt am 26. September 1713 mit der Rede Oratio de methodo Anatomen docendi et discendi an.
Auf dem Gebiet der Anatomie erwarb sich Rau Anerkennung durch die Beschreibung der Zusammensetzung des Hodensacks, des Unterkiefers, der Funktionsweise des Hammers im Ohr und durch seine Untersuchungen zum Aufbau des Auges. In Leiden beteiligte er sich auch an den organisatorischen Aufgaben der Hochschule und war 1718/19 Rektor der Alma Mater.
Nachdem er Opfer von Depressionen geworden war, wurde er am 29. Juni 1719 wegen fortgeschrittener Krankheit aus seiner Professur entlassen und starb kurz darauf.

## Werke
- Epistola de inventoribus septi scroti ad F.Ruyschium. Amsterdam 1699, 1719 (books.google.de), 1721,
- Responsio ad defensionem F. Ruyschii pro septo scroti. Leiden, 1700 (books.google.de),1713; Amsterdam 1721,
- Oratio de methodo anatomen docendi et discendi. Leiden 1713 (books.google.de)
- Observ. Chir. de calculo renum vesicae,urethrae, lithotomia. In quibus Lithotomiae methodum  J.J. Rau. Leiden 1731, herausgegeben von J. Denys, Leyd. Ordin. Chir. lithotom. obstreticandi artem exercens et coram obstreticibus praelegens
- Fabulae mytologicae. durch  D. Valentini herausgegeben,
- Amphitheatrum Zoolimicum. durch  D. Valentini herausgegeben